# Koidula (Schiff)
Die Koidula ist ein estnisches Fährschiff, das auf dem Peipussee zwischen dem kleinen Hafen Laaksaare und der Insel Piirissaar verkehrt. Die Fähre gehört dem estnischen Staat und wird von dem Unternehmen AS Kihnu Veeteed (deutsch Kihnu-Wasserstraßen) betrieben.

## Das Fährschiff
Die von der OÜ MEC Insenerilahendused entworfene Koidula wurde auf der Werft OÜ Reval Shipbuilding in Tallinn gebaut und im Frühjahr 2009 abgeliefert. Das Fährschiff kann 50 Passagiere und fünf Autos befördern. Während einer Reparatur 2011 wurde die Fähre kurzfristig durch das Motorschiff Peksi ersetzt.